# Боричевская, Станислава Васильевна
Станисла́ва Васи́льевна Бориче́вская (род. 1950) — белорусская советская закройщица, депутат Верховного Совета СССР.

## Биография
Родилась в 1950 году. Белоруска. По состоянию на 1974 год — член ВЛКСМ. Образование среднее.
В 1968 году окончила среднюю школу, после чего работала сначала ученицей закройщицы, а с 1969 года — закройщицей Пинского комбината верхнего трикотажа, город Пинск Брестской области. По состоянию на 1987 год по-прежнему работала на том же комбинате в той же должности, была передовиком производства.
Депутат Совета Союза Верховного Совета СССР 9 созыва (1974—1979) от Пинского избирательного округа № 577 Брестской области. Член Комиссии по товарам народного потребления Совета Союза.
Делегат XVIII съезда ВЛКСМ (1978).